# Институт солнечно-земной физики
Институ́т со́лнечно-земно́й фи́зики Сиби́рского отделе́ния РАН (ИСЗФ СО РАН) — научный центр Сибирского отделения Российской академии наук. Расположен в городе Иркутске.

## Директора
- член-корр. АН СССР В. Е. Степанов (1964—1978)
- д.ф.-м.н. Н. М. Ерофеев (1978—1982)
- акад. Г. А. Жеребцов (1982—2010; до 1984 — и. о. директора)[3]
- член-корр. РАН А. П. Потехин (2010—2016)[4]
- член-корр. РАН А. В. Медведев (с 2016; до 2018 — и. о. директора)

## История
В 1960 году на базе старейшей в Сибири магнитной обсерватории (Иркутская Николаевская геофизическая обсерватория), созданной в 1886 году, был основан Сибирский институт земного магнетизма, ионосферы и распространения радиоволн Сибирского отделения Академии наук СССР (СибИЗМИР СО АН СССР). 11 февраля 1992 года СибИЗМИР СО АН СССР был переименован в Институт солнечно-земной физики СО РАН (ИСЗФ СО РАН).
По состоянию на 2023 год под научным руководством Г. А. Жеребцова при институте идёт строительство Национального гелиогеофизического комплекса, проект которого включает семь объектов:
- набор оптических инструментов в Тункинской долине (к 2023 году уже построен);
- многоволновой солнечный радиогелиограф (введён в эксплуатацию 28 ноября 2023 года);
- крупный солнечный телескоп в местности Часовые сопки, район посёлка Монды;
- всеатмосферный радар в Тажеранских степях у Байкала;
- лидар при всеатмосферном радаре;
- нагревный стенд у Ангарска;
- центр обработки данных около здания института, в Иркутске;

## Структура
B состав института входят три отдела:
- Отдел физики околоземного космического пространства[6];
- Отдел физики Солнца[7];

Каждый из отделов, в свою очередь, состоит из нескольких лабораторий, а также содержит астрономические или геофизические обсерватории:
- Байкальская астрофизическая обсерватория, пос. Листвянка, Иркутская область;
- Саянская солнечная обсерватория, пос. Монды, Тункинский район, Бурятия;
- Радиофизическая обсерватория «Бадары», урочище Бадары, Тункинский район, Бурятия;
- Байкальская магнитотеллурическая обсерватория, пос. Узуры, о. Ольхон;
- Mагнитная обсерватория, пос. Листвянка, Иркутская область
- Норильская комплексная магнитно-ионосферная станция[8] г. Норильск;
- Геофизическая обсерватория (с. Торы, Тункинский район, Бурятия);
- Обсерватория радиофизической диагностики атмосферы (на базе радиолокационной системы «Днепр»), посёлок Мишелёвка, Иркутская область;
- Саянский спектрографический комплекс космических лучей.

В состав института входит также музей занимательной науки Экспериментарий.
- Обсерватории ИСЗФ СО РАН
- Большой Солнечный Вакуумный Телескоп (БСВТ) Байкальской астрофизической обсерватории
- Внезатменный солнечный коронограф Саянской обсерватории
- Сибирский солнечный радиотелескоп Радиоастрофизической обсерватории

## Основные направления работ
- современные проблемы астрономии, астрофизики и исследования космического пространства
- физика Солнца, межпланетной среды, околоземного космического пространства, ионосферы и атмосферы
- изучение солнечно-земных связей
- развитие методов и аппаратуры исследований в области астрофизики и геофизики
- природа и динамика солнечных магнитных полей
- солнечные вспышки и другие активные образования на Солнце
- солнечный ветер и космические лучи
- магнитосфера Земли и планет
- электромагнитное поле Земли
- ионосфера
- верхняя атмосфера
- ионосферное распространение радиоволн

## Достижения
- Разработаны новые методы диагностики состояния и прогноза развития солнечной активности и её геоэффективности